# Distrito de Miarinarivo
Miarinarivo es un distrito y una localidad de la región de Itasy, en Madagascar. Según el censo de 2018, tiene una población de 293 718 habitantes.
Está ubicado en el centro de la isla, a poca distancia al oeste de la capital nacional, Antananarivo.